# Corus plurifasciculatus
Corus plurifasciculatus är en skalbaggsart som beskrevs av Stefan von Breuning 1950. Corus plurifasciculatus ingår i släktet Corus och familjen långhorningar. Inga underarter finns listade i Catalogue of Life.